# Artère hélicine du pénis
Ne doit pas être confondu avec Rameau hélicin de l'artère utérine.
Les artères hélicines du pénis sont des artères situées dans les corps caverneux du pénis. Elles sont impliquées dans le processus de l'érection pénienne.

## Origine
Les artères hélicines du pénis sont des branches terminales de l'artère profonde du pénis qui naissent pendant son trajet dans le corps caverneux.

## Trajet
Les artères hélicines du pénis naissent de façon radiale par rapport à l'artère profonde et forment un trajet sinueux hélicoïdal. Cette structure leur permet de s'allonger lors de l'érection.
Elles se terminent en débouchant directement dans les espaces des corps caverneux.

## Anatomie fonctionnelle
Les artères hélicines du pénis possèdent une structure particulière composée de fibres musculaires lisses et de valves.
Sans stimulation, les artères restent enroulées et le flux sanguin passe directement dans les veines dorsales profondes du pénis par un shunt artérioveineux.
Une stimulation parasympathique supprime l'état tonique des artères permettant l'accumulation du sang dans les corps caverneux, les valves empêchant le reflux sanguin.

## Aspect clinique
La réponse parasympathique est provoquée par une libération de monoxyde d'azote (NO). Le monoxyde d'azote se lie à l’enzyme guanylate cyclase, ce qui entraîne une augmentation des niveaux de guanosine monophosphate cyclique (GMPc). Le GMPc déclenche à son tour la relaxation du muscle lisse et entraîne une dilatation des vaisseaux sanguins. Ce signal est interrompu lorsque le GMPc est décomposé par l’enzyme phosphodiestérase de type 5 spécifique du GMPc (PDE5), l’enzyme ciblée par le sildénafil et d’autres médicaments qui traitent la dysfonction érectile. En empêchant la PDE5 de décomposer le GMPc les effets du NO sont amplifiés et une vasodilatation se produit, entraînant ainsi une augmentation de l'érection pénienne.